# Thiago Neves
Thiago Neves Augusto (* 27. únor 1985, Curitiba) je brazilský fotbalista a bývalý reprezentant.

## Reprezentační kariéra
Thiago Neves odehrál 7 reprezentačních utkání. S brazilskou reprezentací se zúčastnil Letních olympijských her 2008 v Pekingu.

## Statistiky
| Brazílie | Brazílie | Brazílie |
| Roky     | Záp.     | Góly     |
| -------- | -------- | -------- |
| 2008     | 1        | 0        |
| 2009     | 0        | 0        |
| 2010     | 0        | 0        |
| 2011     | 1        | 0        |
| 2012     | 5        | 0        |
| Celkem   | 7        | 0        |